# Upplands runinskrifter 325
Upplands runinskrifter 325 är en runsten som nu är placerad på norra sidan om Markims kyrka i Markims socken och Vallentuna kommun i Uppland. Stenens ursprungliga plats är okänd. 
Stenen har varit krossad och de fyra bitarna har suttit inmurade som byggstenar i kyrkans sakristia. De satt infogade på olika ställen i sakristians väggar och med runorna vända utåt. När kyrkan rappades blev fragmenten dolda av kalkputs och först i september 1942 när putsen knackades bort kom de åter fram och fritogs. De sammanfogades och stenen restes åter på kyrkogården direkt bakom sakristian. Den del av runstenen som saknas, ovan till vänster, kan fortfarande sitta kvar i sakristians mur, men med runsidan vänd inåt och därmed vara helt osynlig under putsen.
Ornamentiken går i en böljande Urnesstil som täcker större delen av stenen och inom rundjurets övre slinga sitter ett propelkors med liten innesluten ring. En smal bandslinga som utgår från ormens nacktofs bildar en åttaformad ögla som på två ställen snärjer rundjurets kropp. Den från runor översatta inskriften följer nedan:

## Inskriften
Translitterering av runraden:
× þilinifr × auk × þu(r)... ... (s)tain × iftiR fraistain × faþur sin auk × u(i)f... at × mah sin
Normalisering till runsvenska:
ÞællinæfR/Þælli-NæfR/ÞilinæfR/Þili-NæfR ok Þor... ... stæin æftiR Frøystæin, faður sinn, ok Vi... at mag sinn.
Översättning till nusvenska:
Thinilifer(?) och Tor-... (läto resa) stenen efter Frösten, sin fader, och Vi-... efter sin frände